# Xysticus advectus
Xysticus advectus là một loài nhện trong họ Thomisidae.
Loài này thuộc chi Xysticus. Xysticus advectus được Octavius Pickard-Cambridge miêu tả năm 1890.